# Te vagy földi éltünk
A Te vagy földi éltünk egy közkedvelt Mária-ének. A Zsasskovszky-Tárkányi énektárból való, szövegét Tárkányi Béla írta.

## Kotta és dallam
| Te vagy földi éltünk vezércsillaga, Édes reménységünk, kegyes Szűzanya. Téged rendelt jó Anyánknak az Isten Fia, Azért áldunk örvendezve, ó Szűz Mária!       | Te hajnalcsillag vagy éltünk hajnalán, Hogy kövessünk annak egész folyamán. Téged rendelt jó Anyánknak az Isten Fia, Azért áldunk örvendezve, ó Szűz Mária! | Te reménycsillag vagy éltünk tengerén, Átragyogsz minden bú és baj fellegén. Téged rendelt jó Anyánknak az Isten Fia, Azért áldunk örvendezve, ó Szűz Mária! |
| Te mint reménycsillag mosolyogsz felénk, Ha tűrve s Istenben bízva szenvedénk. Téged rendelt jó Anyáknak az Isten Fia, Azért áldunk örvendezve, ó Szűz Mária! | És ha elközelget éltünk alkonya, Te vagy vigaszteljes esti csillaga. Téged rendelt jó Anyánknak az Isten Fia, Azért áldunk örvendezve, ó Szűz Mária!        | |

## Felvételek
- Te vagy földi éltünk.. YouTube (2013. május 5.)  (Hozzáférés: 2017. február 9.) (audió, képsorozat)
- SZVU 195 Te vagy földi éltünk. YouTube (2011. május 11.)  (Hozzáférés: 2017. február 9.) (audió)
- Te vagy földi éltünk... Szentegyházi Gyermekfilharmónia  YouTube. Győr (2015. december 19.)  (Hozzáférés: 2017. február 9.) (videó) zenekari kísérettel